# Бонлије (Јура)
Бонлије (фр. Bonlieu) насеље је и општина у источној Француској у региону Франш-Конте, у департману Јура која припада префектури Сен Клод.
По подацима из 2011. године у општини је живело 266 становника, а густина насељености је износила 20,38 становника/km². Општина се простире на површини од 13,05 km². Налази се на средњој надморској висини од 800 метара (максималној 1.023 m, а минималној 620 m).

## Демографија
| 1962. | 1968. | 1975. | 1982. | 1990. | 1999. | 2011. |
| ----- | ----- | ----- | ----- | ----- | ----- | ----- |
| 177   | 195   | 170   | 158   | 206   | 225   | 266   |

График промене броја становника у току последњих година